# Teddy Bunn
Pour les articles homonymes, voir Bunn.
Teddy Bunn (né Theodore Leroy, dit Teddy) est un guitariste américain de jazz et de blues, né à Freeport, (État de New York), en 1909 ou en 1910 et mort le 20 juillet 1978. D'après Philippe Baudouin, il est "aussi à l'aise avec que sans électricité. Doté d'une sonorité claire, d'un grand swing, attaquant franchement les cordes, il excelle dans le blues".

## Biographie
À la fin des années 1920,  après avoir débuté comme chanteur d'un groupe de calypso, Teddy Bunn joue de la guitare acoustique dans l'orchestre de Duke Ellington en remplacement de Fred Guy, il y enregistre quelques titres. En 1929, il participe au groupe Six Jolly Jesters, "association bizarre d'une partie de l'orchestre d'Ellington avec quelques éléments des Washboard Serenaders". En 1930, il enregistre avec les The Washboard Rhythm Kings (en), ainsi qu'avec les Alabama Washboard Stompers,,,,.
À partir de 1932 et jusque dans les années 1940, il anime le groupe instrumental et vocal Sephia Nephews qui sera connu sous le nom des Spirits of Rhythm,,,.
Entre novembre 1938 et janvier 1939, il joue aux côtés de Johnny Dodds, Trixie Smith, Bunn participe, avec notamment Mezz Mezzrow et Tommy Ladnier, à cinq séances d'enregistrements organisées à New York par Hugues Panassié. Sidney Bechet participe à la seconde séance, le 28 novembre. Le 19 décembre, lors de la quatrième séance, les musiciens enregistrent If You See Me Comin', un blues signé par Bunn et Mezzrow et chanté par Bunn lui-même. D'après André Clergeat, cet enregistrement est "une des grandes pages du jazz enregistré",,,. 
En 1939, avec les Spirits of Rhythm, il quitte New York et s'installe sur la Côte Ouest. Là, il joue principalement de la guitare électrique qu'il joue avec les cinq doigts plutôt qu'un mediator comme accompagnateur de Jack McVea puis de Louis Jordan,,,.

## Discographie
- Enregistrements : If You See Me Comin' (avec Mezzrow, 1938), Blues Without Words (1939).